# 澤田虎夫
- 沢田 虎夫
- 澤田 虎夫

澤田 虎夫（さわだ とらお、1891年9月27日 - 1958年7月25日）は、日本の海軍軍人。最終階級は海軍中将。

## 経歴
岡山県出身。澤田芩三の息子として生れる。1913年（大正2年）12月、海軍兵学校（41期）を卒業し、翌年12月、海軍少尉任官。1920年（大正9年）11月、海軍砲術学校高等科を卒業し、「多摩」分隊長、「日進」副砲長、「時津風」砲術長、砲術学校教官などを歴任。1925年（大正14年）11月、海軍大学校（甲種23期）を卒業した。
1925年12月、海軍少佐に昇進し「扶桑」副砲長に就任。「矢矧」砲術長、艦政本部員などを経て、1930年（昭和5年）12月、海軍中佐に進級。1931年（昭和6年）7月、艦政本部出仕兼燃料廠付となり欧米各国に出張した。1935年（昭和10年）11月、海軍大佐に昇進。同年12月、軍令部課長となり、1937年（昭和12年）11月、「長良」艦長に就任。1938年（昭和13年）7月、軍令部出仕兼支那方面艦隊司令部付参謀兼臨時海軍特務部次長となり、南京在勤武官、艦政本部総務部第1課長、第二遣支艦隊司令部付などを経て、1941年（昭和16年）7月、南遣艦隊参謀長に就任。同年10月、海軍少将に進級し太平洋戦争を迎えマレー半島方面の作戦を担当した。
1942年（昭和17年）1月、第一南遣艦隊参謀長となり、艦政本部出仕、艦政本部商船部長、兼軍需省軍需官などを歴任。1944年（昭和19年）10月、海軍中将に進んだ。以後、支那方面艦隊司令部付を経て、揚子江方面特別根拠地隊司令官として終戦を迎え、1946年（昭和21年）7月、予備役に編入された。
1947年（昭和22年）11月28日、公職追放仮指定を受けた。

## 栄典
勲章
- 1941年（昭和16年）11月11日  - 勲二等瑞宝章[2]

## 親族
- 兄：沢田実 海軍大佐（海兵38期）[3]